# Куша (герб)
Куша (пол. Kusza) — польский дворянский герб.

## Происхождение
Согласно описанию Юлиуша Островского, впервые герб упоминается в 1631 году.

## Описание
Герб Куша I

В поле червлёном — арбалет серебряный натянутый без стрелы. Над шлемом в короне три пера страусовых.
Оригинальный текст (пол.) W polu czerwonym — kusza srebrna napięta bez strzały. Nad hełmem w koronie trzy pióra strusie.
— Juliusz Ostrowski: Księga herbowa rodów polskich, T.2
Герб Куша II

Тот же самый герб, только с арбалетом, обращённым вверх.
Оригинальный текст (пол.)Ten sam herb, tylko z kuszą odwróconą do góry.
— Juliusz Ostrowski: Księga herbowa rodów polskich, T.2
Герб Куша III

В поле червлёном — над тремя балками серебряными, постепенно от верхней к нижней укорачивающимися — арбалет без тетивы со стрелой наконечником вверх.
Оригинальный текст (пол.) W polu czerwonym — nad trzema wrębami srebrnymi stopniowo ku dołowi coraz krótszemi — kusza bez cięciwa ze strzałą żeleźcem do góry.
— Juliusz Ostrowski: Księga herbowa rodów polskich, T.2

## Роды — носители герба
Bystrycki, Korejwa, Kuszcz, Kuszczyński (Кущинские), Leszczynowicz, Maszkiewicz, Maślakiewicz, Narkiewicz, Oławski, Otawski.